# La Sierpe (Kasztília és León)
La Sierpe egy község Spanyolországban, Salamanca tartományban. La Sierpe Endrinal, Herguijuela del Campo, Narros de Matalayegua, Membribe de la Sierra és Frades de la Sierra községekkel határos. Lakosainak száma 42 fő (2024).

## Népesség
A település népessége az elmúlt években az alábbi módon változott:
| Lakosok száma | 50   | 49   | 49   | 49   | 46   | 50   | 46   | 40   | 41   | 42   |
|               | 2001 | 2004 | 2007 | 2009 | 2012 | 2014 | 2017 | 2019 | 2022 | 2024 |